# Pierre Novat
Pour les articles homonymes, voir Novat (homonymie).
Pierre Novat, né le 30 août 1928 à Belleville et mort le 12 novembre 2007 à Lyon, est un peintre (il a créé le terme : peintre panoramiste) français rendu célèbre pour ses plans des pistes des stations de ski alpin françaises.
Il crée son premier plan des pistes en 1960 en modifiant le panorama de Heinrich C. Berann pour Val d'Isère. Son premier panorama complet est daté de 1962 pour la station nouvelle de Courchevel (anciennement Saint Bon).

## Technique
Novat peignait ses plans entièrement à la main, usant de différentes techniques comme la gouache, le crayon de couleur, le feutre ou à l'aérographe, en se basant sur des cartes topographiques type IGN, les prises de vues aériennes des stations n'intervenaient qu'une fois les points de vue et les éléments à représenter choisis.
Le premier dessin était réalisé sur calque au crayon à papier. Ce calque servait à la validation par le commanditaire de la station. De ce calque était tiré un ozalid ou un tirage cyanotype et servait au report sur papier du panorama définitif à la gouache et au crayon de couleur.

## Suite de son œuvre
Pierre Novat a pris sa retraite en 1999, mais depuis ses enfants ont continué de travailler sur les bases créées par leur père, créant et éditant de nouveaux plans. Frédérique Novat  a pris sa retraite mais Arthur Novat quant à lui continue l'œuvre de Pierre.
Dans ce cadre, Arthur a transmis son savoir appris au fil de sa collaboration avec Pierre et avec Frédérique à l'université UGA de Grenoble et à l'INRIA de Grenoble. Le savoir de Pierre Novat est désormais un savoir académique et sert à de nombreuses publications scientifiques comme :
Doctorat de Nolan Mestres :
Travaux de Raffaella Balzarini
Travaux de Joelle Thollot et Romain Vergne
Travaux de Renaud Blanch et Michael ORTEGA
…

## Expositions et publication
- Plans des pistes, dessins et panoramas de Pierre Novat, exposition au couvent Sainte Cécile (Grenoble) du 20 novembre 2013 au 30 janvier 2014.
- Plans des pistes : les domaines skiables de France dessinés par Pierre Novat, exposition à la Galerie Glénat (Boulogne-Billancourt) du 26 novembre au 10 décembre 2014.
- Beau Livre : Plans des pistes : les domaines skiables de France dessinés par Pierre Novat de Frédérique Novat, Arthur Novat et Laurent Belluard, Grenoble : Glénat, 2013, 2e édition 2019.

## Sources
- Bibliothèque nationale de France - notice autorité
- Bibliothèque nationale allemande - notice autorité
- Nathalie Lamoureux, "Pierre Novat, l'artiste des pistes  ", Le Point,‎ 27 novembre 2014
- "Hommage à Pierre Novat l'artiste des plans des pistes", France Info, 22 novembre 2013
- Matt Raynaud, "Dessins et panoramas de Pierre Novat", skieur.com, 3 décembre 2013
- https://www.galerie-glenat.com/pierre-novat/